# Agape von Thessaloniki

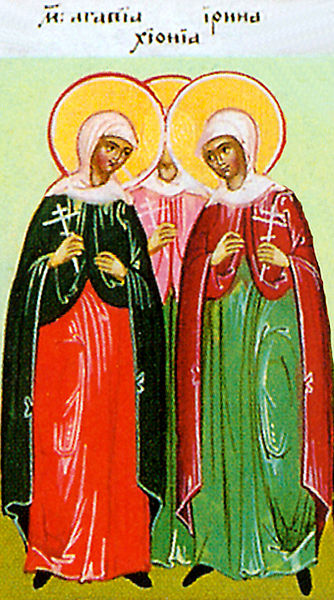
Agape, Chionia, and Irene

Agape von Thessaloniki († 304) ist eine Märtyrerin. Sie war eine der drei Schwestern Agape, Chione und Irene aus Thessaloniki, die während der Christenverfolgung unter Kaiser Diokletian auf dem Scheiterhaufen verbrannt wurden.